# Tomanowy Niedźwiedź
Niedźwiedź – wzgórze w Tomanowym Grzbiecie oddzielającym górną część Wąwozu Kraków od Doliny Tomanowej w polskich Tatrach Zachodnich. Znajduje się w tym grzbiecie pomiędzy Tomanowym Przechodem (ok. 1740 m) a Wolarskim Przechodem (ok. 1490 m). Południowe stoki opadające do Doliny Tomanowej są zalesione, grzbiet jest częściowo skalisty, częściowo porastający kosodrzewiną. Stoki północne natomiast opadające do Wąwozu Kraków (a dokładniej do jego najwyższej części – Kamiennego Tomanowego) są porośnięte lasem tylko na samym dole. Większość stoków północnych jest skalista lub porośnięta kosodrzewiną. Znajdują się w nich dwie grupy skałek; jedna około 20 m poniżej grani, druga powyżej środkowej części.
W Tomanowym Grzbiecie powyżej Niedźwiedzia znajduje się Kazalnica, przez Władysława Cywińskiego w przewodniku Tatry określona jako „sterta kamieni”. Na Tomanowym Niedźwiedziu rośnie też potrostek alpejski – rzadki gatunek rośliny, w Polsce występujący tylko na nielicznych stanowiskach w Tatrach.
Tradycyjna nazwa to Niedźwiedź, ponieważ jednak w Tatrach istnieją jeszcze inne skały określane tą nazwą, dla rozróżnienia ich wprowadzono drugi człon nazwy.

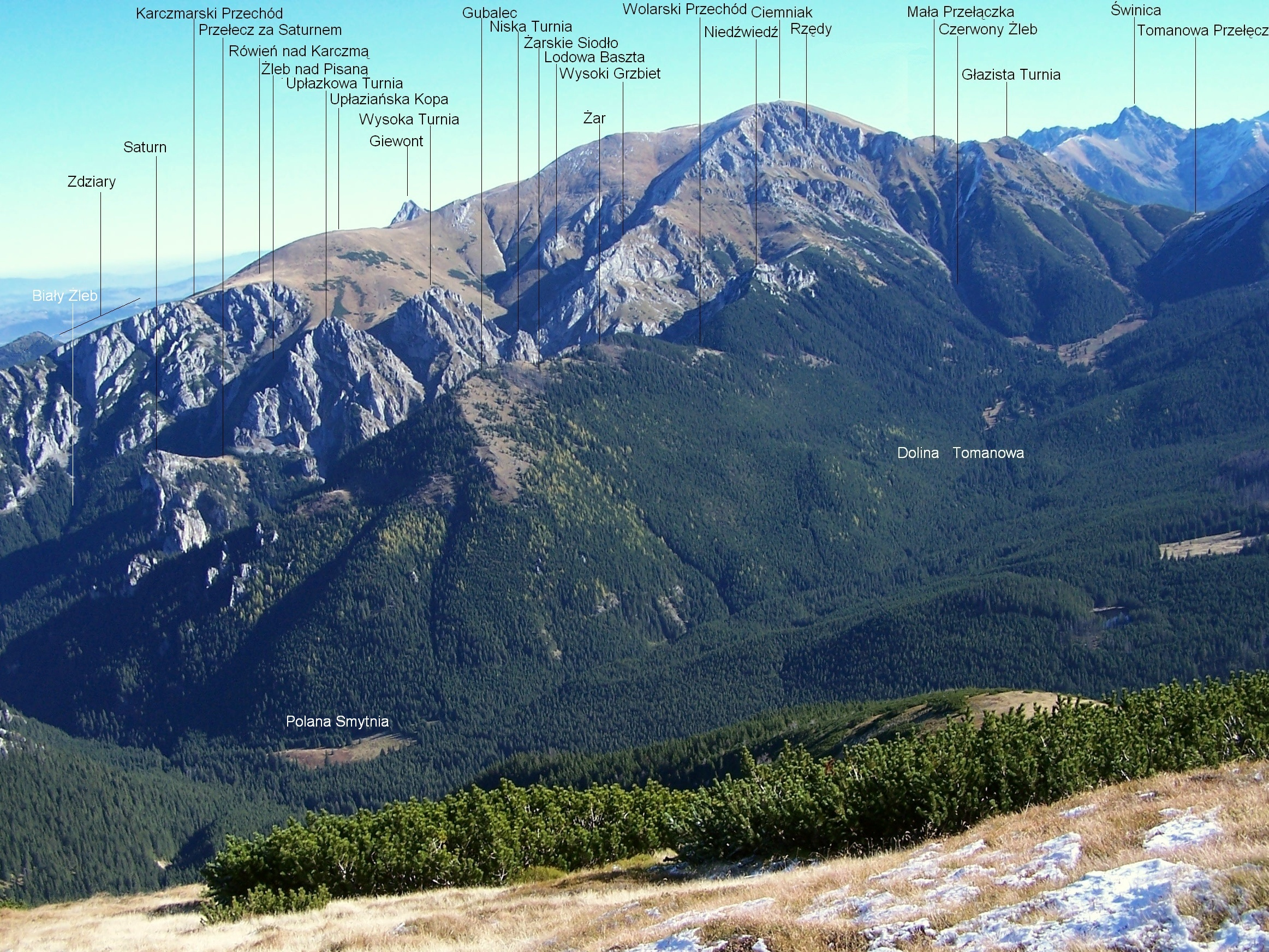
Widok z Ornaku